# Mazghuna
Mazghuna (in arabo مزغونة‎?, Mazġūna) è una località archeologica nel governatorato di Giza, in Egitto. Si trova circa 5 km a sud di Dahshur ed è nota per i resti di alcune piramidi in mattoni che si presume risalgano alla XII dinastia egizia.

## Scoperta ed attribuzione delle piramidi
L'area venne esplorata nel 1910 da Ernest Mackay, il quale l'anno successivo collaborò insieme a Gerald Wainwright agli scavi intrapresi in loco dall'egittologo britannico Flinders Petrie. I lavori riportarono alla luce i resti di due piramidi che, basandosi sulla semplice affinità nella pianta con la piramide di Amenemhat III ad Hawara, vennero arbitrariamente attribuite ad Amenemhat IV ed a Nefrusobek, gli ultimi due sovrani della XII dinastia, entrambi figli di Amenemhat III.
Tale attribuzione è ormai piuttosto ben consolidata anche se non sono mancate obiezioni ad essa, tutte basate su prove altrettanto labili: alcuni studiosi hanno considerato l'eventualità di invertire i suddetti titolari delle due piramidi, mentre l'egittologo americano William C. Hayes ha evidenziato somiglianze strutturali tra i complessi di Mazghuna e la piramide di Khendjer, suggerendo quindi di posticiparne la datazione alla successiva XIII dinastia.
A prescindere dalla reale identità dei titolari, nessuno venne mai sepolto in queste due piramidi. Di entrambe oggi non sono rimasti che gli ipogei e pochi blocchi della sovrastruttura.

## Piramide meridionale

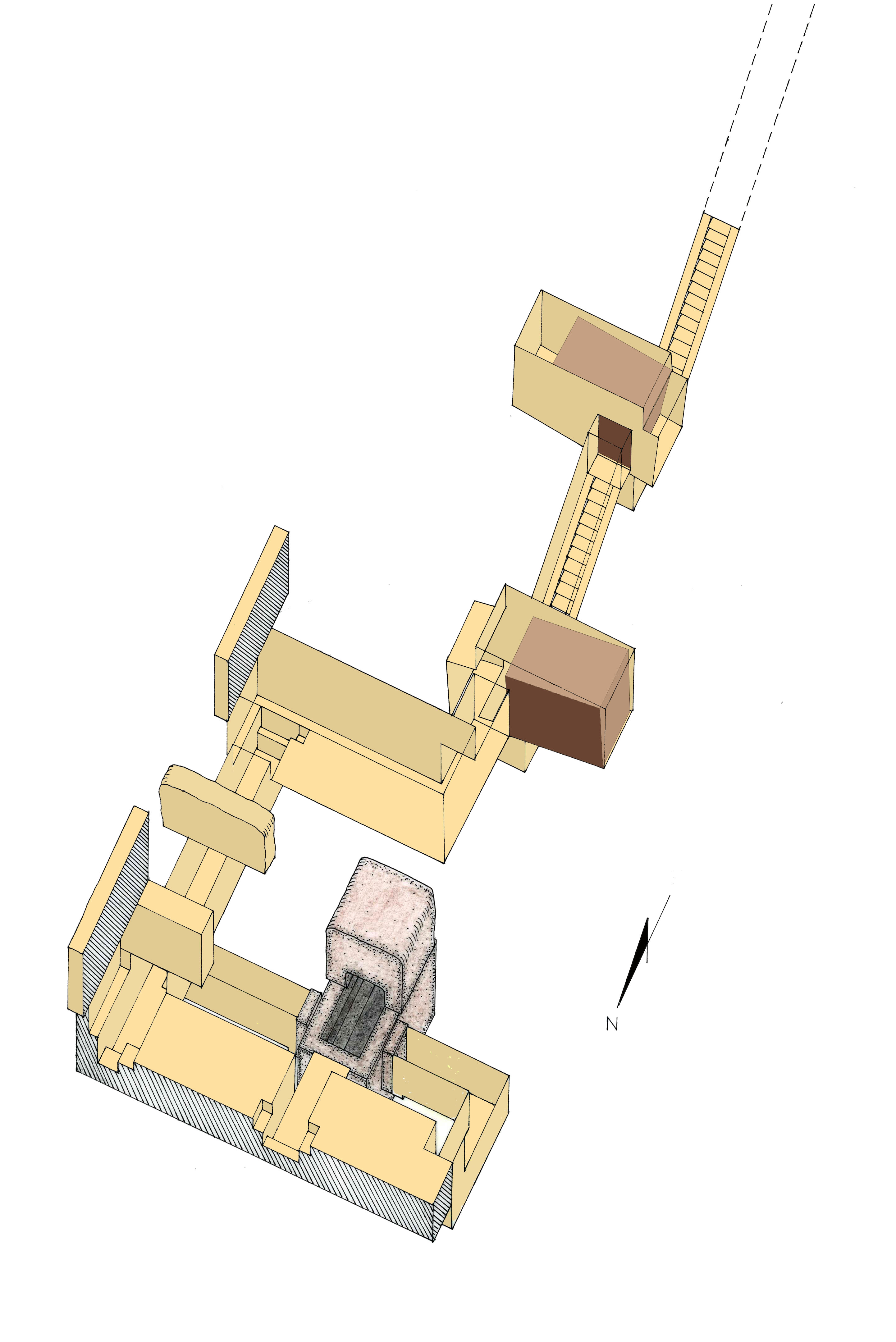
Schema dell'ipogeo della piramide meridionale

La piramide meridionale è quella tradizionalmente attribuita ad Amenemhat IV, figlio e successore di Amenemhat III, e si trova a circa 5 km di distanza dalla piramide romboidale di Snefru.
La base della piramide doveva misurare 52,50 m di lato; ad essa si accedeva dal lato sud tramite un corridoio discendente sbarrato da un blocco di granito. Superato tale ostacolo il passaggio si interrompe bruscamente per un crollo, oltre il quale si scoprì l'esistenza di una sala che conduceva a un'anticamera e quindi alla camera funeraria. Questa conteneva un grande monolito in quarzite nel quale venne ricavato il sarcofago, assai simile a quello presente nella piramide di Hawara. Un massiccio blocco in granito pronto per sigillarne l'ingresso non venne mai impiegato. Il percorso d'accesso prevedeva anche dei pozzi per scoraggiare i violatori di tombe.
All'esterno dell'edificio sono stati trovati scarsi resti del tempio funerario che doveva avere tre grandi ambienti oltre a molti più piccoli, e di un santuario. L'intero complesso era circondato da un muro in mattoni in buona parte rinvenuto.

## Piramide settentrionale

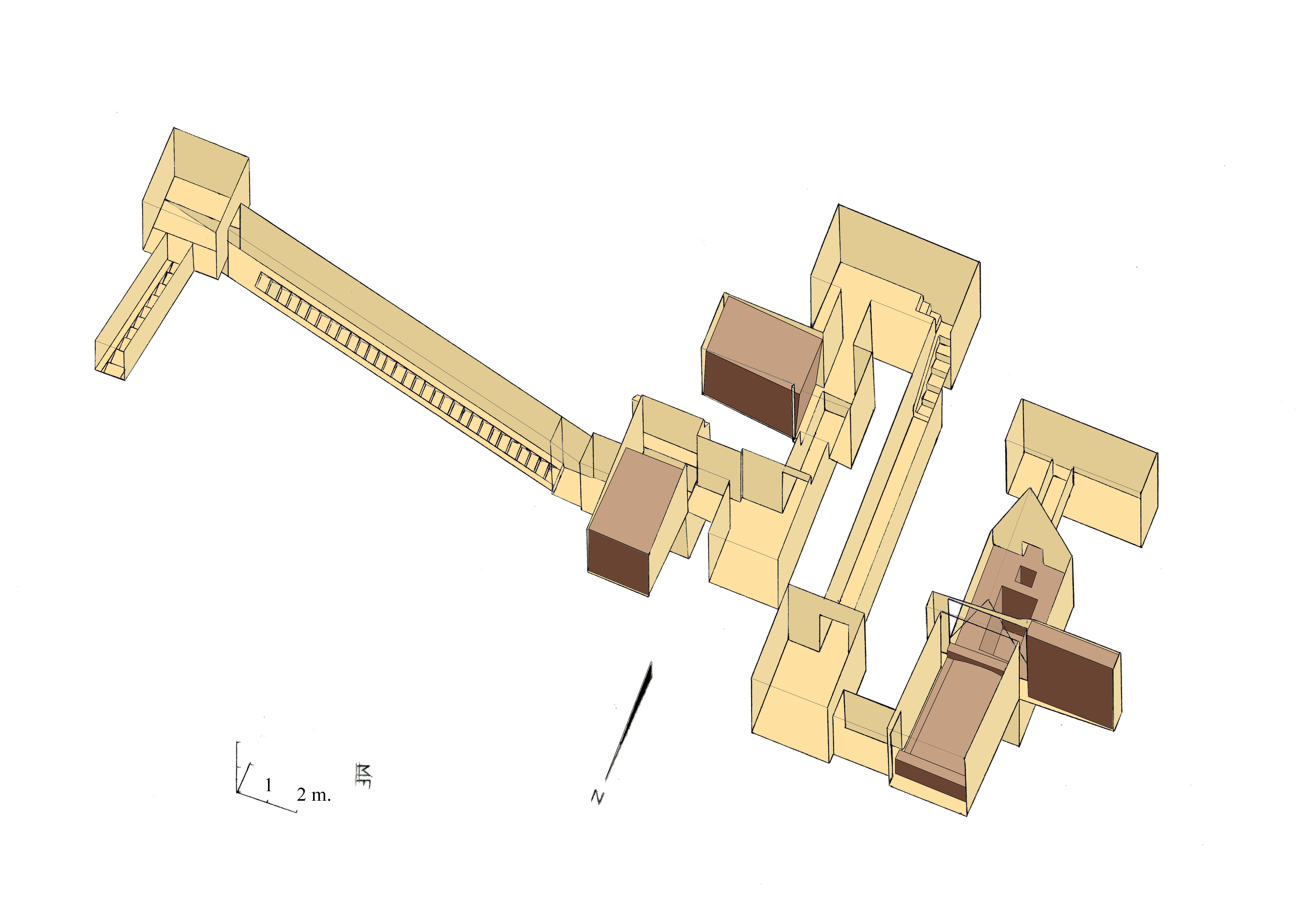
Schema dell'ipogeo della piramide settentrionale

La piramide settentrionale è comunemente ritenuta appartenere a Nefrusobek, sorella e succeditrice di Amenemhat IV.
L'edificio doveva essere più grande della sua vicina a sud, ma la sovrastruttura non venne nemmeno iniziata. Sul lato nord dell'edificio si poteva accedere a un passaggio ad U, intervallato da due sale e da altrettante sarcinesche in pietra, al termine del quale si accedeva all'anticamera e quindi alla camera funeraria. Questa era quasi completamente occupata da un monolito in quarzite nel quale venne scolpito il sarcofago e la cassa canopica, e dalla pesante (42 tonnellate) lastra dello stesso materiale che ancora attende di essere impiegata per coprire il tutto. Curiosamente, superata la camera funeraria si poteva giungere a un'altra sala, dalla funzione tuttora incompresa.
All'esterno della piramide sono state rinvenute le vestigia della rampa processionale, mentre lo stesso non si può dire del tempio funerario e del tempio a valle, completamente scomparsi.